# Langeneicke
Langeneicke ist ein Stadtteil von Geseke im Kreis Soest in Nordrhein-Westfalen.

## Geographie

### Lage
Das Dorf mit ca. 1160 Einwohnern liegt etwa sechs bis sieben Kilometer westlich von Geseke am nördlichen Fuß des Haarstranges. Nach Süden steigt das Gelände etwas an und erreicht am Hellweg 115 m ü. NN. Langeneicke liegt wie Geseke am ehemaligen Hellweg, der heutigen Bundesstraße 1.

### Nachbarorte
- Störmede (Osten, Geseke)
- Ehringhausen (Norden, Geseke)
- Ermsinghausen (Nordwesten, Geseke)
- Eringerfeld (Süden, Geseke)
- Eikeloh (Südwesten, Erwitte)
- Bökenförde (Westen, Lippstadt)

## Geschichte
Erstmals wurde der Ort im Jahre 1011 urkundlich erwähnt. Am 1. Januar 1975 wurde Langeneicke nach Geseke eingemeindet.

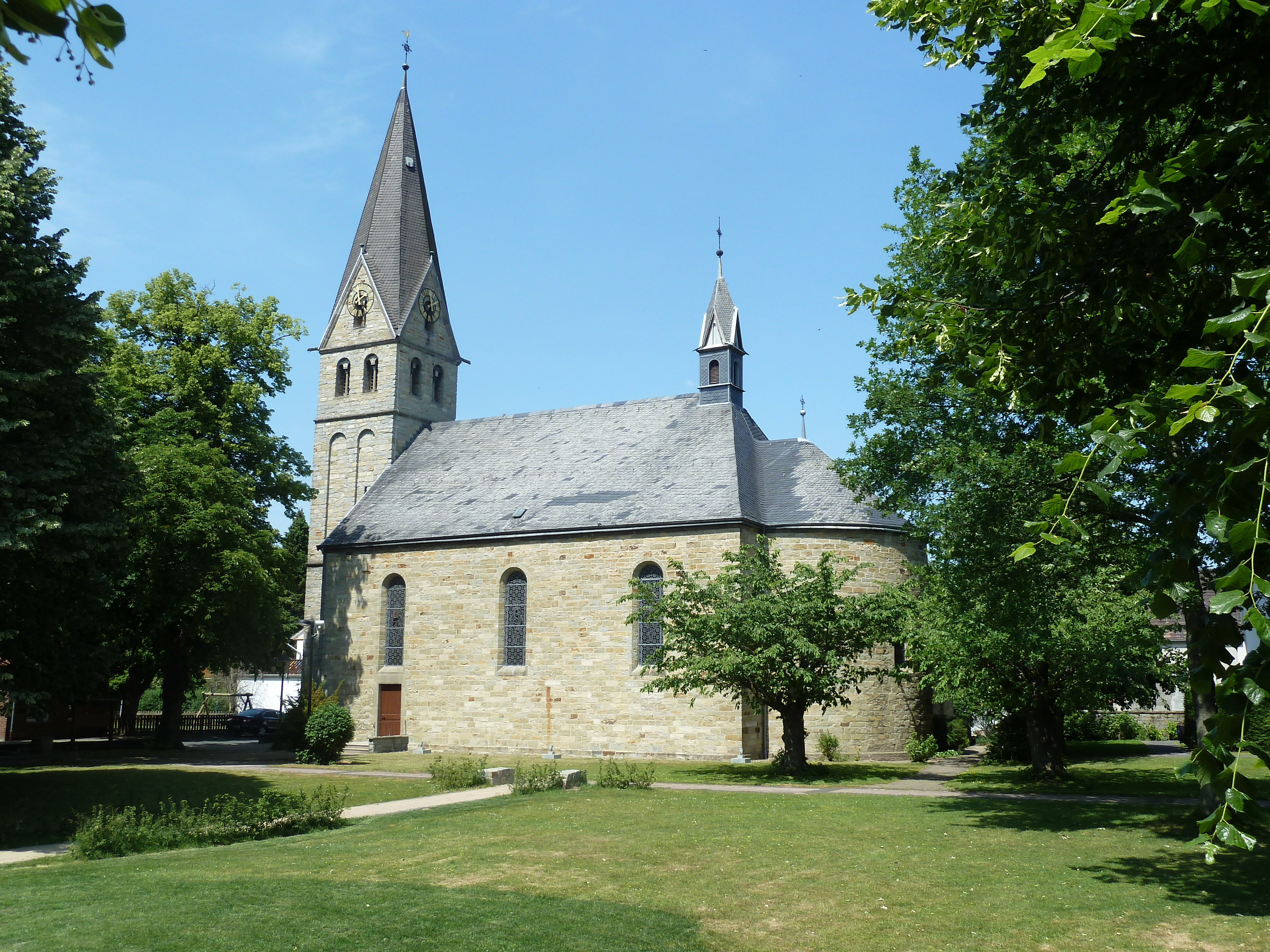
St. Barbara in Langeneicke

## Politik
Zum Wahlbezirk 4 der Stadt Geseke gehört neben Langeneicke auch der Ortsteil Ermsinghausen mit ca. 70 Einwohnern und der sogenannte „Wohnplatz“ Mittelhausen, der mit ca. 50 Einwohnern etwas südwestlich von Langeneicke gelegen ist.
Ortsvorsteher ist seit dem 1. Januar 2020 Niklas Heiermann (CDU).

## Verkehr
Langeneicke ist durch die Bundesstraße 1 verkehrlich  angebunden. Es bestehen Radwege über Störmede nach Geseke, ein Radweg nach Ehringhausen und der Radweg nach Bökenförde verbindet im weiteren Verlauf mit Lippstadt und Bad Westernkotten.